# Death Parade
Death Parade (Nhật: デス・パレード Hepburn: Desu Parēdo) là một loạt phim truyền hình anime công chiếu năm 2015 của Nhật Bản, được viết và đạo diễn bởi Yuzuru Tachikawa, sản xuất bởi Madhouse. Loạt phim lấy cảm hứng từ bộ phim ngắn Death Billiards (デス・ビリヤード Desu Biriyādo), một sản phẩm nguyên bản gốc được sản xuất bởi Madhouse dành cho Anime Mirai 2013 thuộc dự án Young Animator Training phát hành vào 2 tháng 3 năm 2013. Chương trình TV được phát sóng toàn Nhật Bản khoảng từ giữa 9 tháng 1 năm 2015 cho đến 27 tháng 3 năm 2015; được cấp phép bản quyền đồng thời tại Bắc Mỹ bởi Funimation, và Vương Quốc Anh bởi Anime Limited. Loạt phim được tiếp nhận bởi Madman Entertainment cho việc phân phối truyền hình kỹ thuật số tại Australia và New Zealand.

## Nhân vật

### Nhân vật chính
Decim (デキム Dekimu)
Lồng tiếng bởi: Tomoaki Maeno
Người bồi bàn của quán bar Quindecim (nằm ở tầng 15) có khả năng nhìn xuyên thấu trò chơi tử thần. Sở thích của anh là làm hình nộm tượng trưng cho những vị khách anh đã xét xử. Anh không có cảm xúc của con người; tuy nhiên, anh là người nộm đầu tiên được trao cho cảm xúc vì lý do riêng của Nona.
Chiyuki (知幸 Chiyuki)
Lồng tiếng bởi: Asami Seto
Là người lúc đầu không có ký ức về cuộc đời hay tên thật của cô và được nhắc đến bằng biệt danh đơn giản "người phụ nữ tóc đen" (黒髪の女 kurokami no onna). Cô làm công việc trợ lý ở Quindecim, học phương pháp để phán xét linh hồn con người.